# Platypalpus satyriacus
Platypalpus satyriacus är en tvåvingeart som beskrevs av Axel Leonard Melander 1927. Platypalpus satyriacus ingår i släktet Platypalpus och familjen puckeldansflugor. Inga underarter finns listade i Catalogue of Life.